# Вајола (Арканзас)
Вајола (енгл. Viola) град је у америчкој савезној држави Арканзас.

## Демографија
По попису из 2010. године број становника је 337, што је 44 (-11,5%) становника мање него 2000. године.
| Група             | 2000.       | 2010.       |
| Белци             | 373 (97,9%) | 323 (95,8%) |
| Афроамериканци    | 1 (0,3%)    | 2 (0,6%)    |
| Азијати           | 0 (0,0%)    | 0 (0,0%)    |
| Хиспаноамериканци | 3 (0,8%)    | 1 (0,3%)    |
| Укупно            | 381         | 337         |